# People in Room Number 8
People in Room Number 8 è un album dei Mandoki Soulmates, pubblicato nel 1997.

## Tracce
1. The Journey Is Long – 5:43
2. On and On – 5:01
3. Diggin' Down Too Deep – 5:46
4. Nothing Or Everything – 5:23
5. I Believe – 4:31
6. Am I Strong Enough? – 4:06
7. Everyday – 3:32
8. Borrowed Love – 4:49
9. Where I Was Born – 3:26
10. Reborn Desire – 4:02
11. Rainbow Angel – 3:46

## Formazione
- Jack Bruce - voce
- Victor Bailey - basso
- Pino Palladino - basso
- Mike Stern - chitarra
- Steve Kahn - chitarra
- Lazlo Benker - tastiera
- Leslie Mandoki - voce, batteria